# La Leyenda de los Cinco Anillos
La Leyenda de los Cinco Anillos (a menudo abreviado con las siglas L5A) es un universo ficticio creado por Alderac Entertainment Group en 1995.

## Descripción general
El universo característico de La Leyenda de los Cinco Anillos lo constituye principalmente el país ficticio de Rokugan, aunque otros países y culturas también se mencionen en relación con él. Rokugan está someramente basado en el Japón feudal, pero otros países del Extremo Oriente también han influido en su concepción, dándole una parte de su forma y de su trasfondo. Este universo de ficción es la base de tres juegos:
- El juego de cartas coleccionables La Leyenda de los Cinco Anillos (1995)
- El juego de rol La Leyenda de los Cinco Anillos (1997)
- El juego de tablero Art of War (2008)

El título en inglés Art of War es una traducción del título de la célebre obra El arte de la guerra, que el autor chino Sun Tzu escribió hacia el año 500 a. C.
La Leyenda de los Cinco Anillos también ha sido objeto de un suplemento en forma de escenario de campaña para la serie de suplementos de aventuras orientales (Oriental Adventures en inglés) de la tercera edición del juego de rol Dungeons & Dragons. Tal suplemento de Dungeons & Dragons está actualmente descatalogado.

## Novelas
El universo de La Leyenda de los Cinco Anillos también ha servido de decorado para una serie de novelas:
- Clan War - First Scroll: The Scorpion (julio de 2000)
- Clan War - Second Scroll: The Unicorn
- Clan War - Third Scroll: The Crane
- Clan War - Fourth Scroll: The Phoenix
- Clan War - Fifth Scroll: The Crab
- Clan War - Sixth Scroll: The Dragon
- Clan War - Seventh Scroll: The Lion
- The Four Winds Saga
  - The Steel Throne (Prelude)
  - Wind of Honor (First scroll)
  - Wind of War (Second scroll)
  - Wind of Justice (Third scroll)
  - Wind of Truth (Fourth scroll)